# آلبرت هوسپیان
آلبرت آزاتی هوسپیان (Ալբերտ Հովսեփյան؛ زادهٔ ۱۳ ژانویهٔ ۱۹۳۸) یک سیاستمدار ارمنی‌تبار اهل آبخاز است که از تاریخ ۲۸ مارس ۲۰۰۷ تا تاریخ ۳ مه ۲۰۱۰ سمت معاون رئیس مجلس مردمی آبخاز را برعهده داشت.

## زندگی‌نامه
در ۱۳ ژانویهٔ ۱۹۳۸ در پاراناوت به دنیا آمد و از انستیتو تربیتی سوخوم فارغ‌التحصیل شد. 